# Cristóbal Crespí de Valldaura
Cristóbal Crespí de Valldaura (San Mateo, Castellón, 18 de diciembre de 1599-Madrid, 22 de febrero de 1671) fue un jurista y escritor español, hermano del militar Juan Crespí de Valldaura y Brizuela y de dos obispos, el de Vich, Francisco, y Luis, de Orihuela y Plasencia.

## Biografía
Fue el hijo primogénito de Francisco Crespí de Valldaura y Borja, lugarteniente general de la Orden de Montesa, comendador de San Mateo o Mateu, cuyos orígenes se remontan a cuando los Crespí de Valldaura acompañaron a Jaime I en la conquista de Valencia, y Joana Brizuela, hija de Juan de Brizuela, señor de Alcoleja y Beniafé, de la pequeña nobleza valenciana. Cristóbal estudió Leyes en la Universidad de Salamanca, donde obtuvo el título de bachiller en 1620. Luego, en 1621, se licenció y doctoró en Derecho Civil en la Universidad de Valencia. Regresó a Salamanca para ampliar estudios y consiguió el título de doctor por esa universidad en 1627 y la cátedra de Derecho (1622-1627).
Volvió a Valencia y, tras desempeñar diversos cargos relevantes, como por ejemplo asesor interino de la Bailía y del Marqués de los Vélez, virrey del Reino, fue asesor para pleitos civiles del Vicegerente del Gobernador General y en 1631 entró como fiscal y oidor criminal y pocos meses después fue nombrado Juez de la Sala de lo criminal, puesto que ocupó tres años. En 1635 pasa como oidor a la Sala civil. Fue además Consejero de la Audiencia de Valencia y en 1640 el rey Felipe IV empezó a interesarse por él al nombrarlo para una junta previa a las Cortes de Aragón y Valencia de 1642. Fue en ese año cuando lo nombró regente del Consejo Supremo del Reino de Aragón, del que fue además vicecanciller (presidente), y, luego a los pocos meses, fue nombrado Auditor de su Capitanía general.
En la Orden de Montesa fue caballero, Clavero y Gran Cruz, y, desde 1644, Asesor General de la misma. En el año 1652 fue nombrado Gran Canciller de la Corona de Aragón y luego Consejero de la Reina. Su trayectoria política alcanzó el punto más alto cuando fue designado miembro de la Junta de Regencia que asistió a la Reina regente durante la minoría de edad de Carlos II en 1665. Murió en la Corte el 22 de febrero de 1671. Su entierro, en el Colegio Imperial de la Compañía de Jesús fue costeado por la reina Mariana de Austria. Existe un retrato al óleo suyo atribuido al pintor José Orient, probablemente de hacia 1665, y un grabado con su efigie.
Cristóbal Crespí de Valldaura contrajo matrimonio con Vicenta Calatayud de quien tuvo tres hijos de los cuales solamente sobrevivió Juana que se casó con Félix Brondo, marqués de Villasidro.
Escribió un Diario muy interesante por los detalles que cuenta de las costumbres e historia de su época y también varios tratados de Derecho entre los que destacan sus Observationes illustratae decisionibus Sacri Supremi Regii Aragonum Consilii, Supremi Consilii Sanctae Cruciatae et Regiae Audientiae Valentiae, reimpresas en 1730.

## Obras
- Carta de Cristóbal Crespí de Valladaura a su herman Juan Crespí y Brizuela
- Diario del señor don Cristoval Crespí desde el día en que fue nombrado presidente del Consejo de Aragón, 9 de junio de 1652, manuscritos conservados en la Biblioteca Nacional de Madrid y el Archivo Condal de Orgaz, editado por Gonzalo Crespí de Valldaura.
- Observationes illustrata decisionibus sacri Supremi regii aragonum consilii supremi consilii sancta cruciata & regia audientia Valentina. Lugduni: Sumptibus Horatii Boissat & Georgii nemeus, 1662, 2 vols., reimpresa posteriormente con el título Observationes illustratae decisionibus Sacri Supremi Regii Aragonum Consilii, Supremi Consilii Sanctae Cruciatae et Regiae Audientiae Valentiae (1730).